# 泥濘地作業車
泥濘地作業車乙型（でいねいちさぎょうしゃおつがた）は、陸上自衛隊がかつて開発した輸送車両である。泥濘地での輸送・指揮連絡・偵察などを目的としていたが、試作に留まった。開発時の呼称は「SA車」。

## 開発の背景
日本の国土は多数の山岳地帯を有すると共に、北海道の広大な湿原や無数の水田といった湿地が存在している。特に、国土の開発が現在とは比べものにならないほど遅れていた1950年代、日本に上陸侵攻してくるであろう仮想敵国のソ連軍を迎撃する際に、有力な天然の障害物になりうると考えられた。創設間もない陸上自衛隊は、かつて日本陸軍が装備していた水陸両用車である湿地車（FB器）を参考にして、通常の車両では通行不可能な泥濘地で活動することができる特殊車両の開発に着手したのである。

## 開発
本車の研究は、施設科装備を担当する防衛庁技術研究所第2部を主管として1955年（昭和30年）より始まり、競争試作の結果、湿地車開発の経験を持つ三菱重工業が提案した泥濘地作業車乙型（SA車）が選ばれた。1956年度（昭和31年度）予算で、実際に試作車1両が製作されることになり、翌1957年（昭和32年）3月に完成した。
試作車は、後輪駆動、トーションバーサスペンションを備えた装軌式であり、陸上では履帯で走行、水上では履帯に装着されているゴム製浮嚢によって浮力を得つつ、車体後部に装備したスクリュー1基で推進力を得るようになっていた。積載量は2t程度である。車体のデザインは、かつての湿地車に非常によく似ており、車体最前部に箱型の運転室が設けられ、車体後部は貨物の積載スペースとなっていた。外見上の主な違いは運転席が若干大型化し、前面窓ガラスが湿地車の1枚に対して2枚になっていることぐらいである。本車の性質上、武装は自衛用の12.7mm重機関銃M2 1丁をマウントに搭載するのみであった。
車内のレイアウトは、三菱DB12W型6気筒ディーゼルエンジン（130馬力）1基を車体前部に搭載し、動力をそこからプロペラシャフトで車体後部の走行変速機に送り、駆動輪を回転させるというものであった。変速機は機械式で前進4段、後進1段となっており、車体前部のウインチと、後部のスクリュー駆動のためのパワーテイクオフがあった。走行装置は二重差動（ダブル・ディファレンシャル）式であり、昭和32年度中の改修でエアーブースターが付加されている。本車に舵はなく、水上ではスクリューそのものの角度を変えて車体の方向転換を行なった。
完成時のゴム製浮嚢は、内部に横向きに2枚の隔壁で区切られた空気室を持つ加硫ゴム製のチューブレス一体成型であり、焼付けによって履帯に固定されていた。しかし、走行時の抵抗で外れたり破損するトラブルが発生したため、1957年度中に行われた改修によって、ビードワイヤで補強し、縦向きに2枚の隔壁で区切られたゴムチューブ入り空気室を持つ新型浮嚢を、金具で固定する方式に変更された。

## 開発中止
1958年（昭和33年）1-8月にかけて、北海道の釧路湿原などで最終試験が実施された。泥濘地での最高速度は19km/h、水上では6km/hとほぼ満足できる性能が出たが、その場合には、わずか500kg程度の貨物しか運搬できず、それ以上の貨物を積むと大幅に性能が低下した。湿地車の場合は走行性能の低下を防ぐため、折りたたみ式の橇2台から4台に物資を積み牽引して運搬していた。本車が採用した直接車体に物資を積載する方式は、車重を増加させ泥濘地での機動力を悪化させる大きな弱点となっていたのである。
また、陸上での速度が18km/hと、要求仕様の35km/hを大幅に下回っていたことなどもあり、最終的に本車の開発は中止となった。